# Ložišća
Ložišća je vesnice spadající pod opčinu Milna. Žije zde 167 obyvatel. Nachází se v západní části chorvatského ostrova Brač.

## Historie
Město vzniklo v 17. století přesidlováním ze sousední obce Bobovišća. Pěstování vinné révy, které dalo obci Ložišća jméno, bylo v minulosti hlavním zdrojem obživy obyvatel, kterých zde žilo kolem roku 1900 asi 1500. Obec si dosud zachovala svůj tradiční vzhled.

## Památky
- Kostel sv. Jana a Pavla z roku 1820 s věží z roku 1889
- Most Františka Josefa ležící severně od obce